# روبرت لیسوفسکی

لوگوی سازمان ملی‌گرایان اوکراین، طراحی‌شده توسط روبرت لیسوفسکی

روبرت آنتونوویچ لیسوفسکی (اوکراینی: Роберт Антонович Лісовський؛ ‏ ۲۹ دسامبر ۱۸۹۳ – ۲۸ دسامبر ۱۹۸۲) نقاش و طراح گرافیک اهل اوکراین و «رئیس انجمن اوکراینی‌های مقیم بریتانیا» بود. وی از شاگردان میخایلو بویچوک و هیورهی ناربوت بود و در شاخه‌های مختلف هنر طراحی گرافیک از جمله هنرهای تزئینی، هنر کاربردی، طراحی صحنه و تصویرسازی کتاب‌ها تخصص داشت. لوگوی سازمان ملی‌گرایان اوکراین از طراحی‌های اوست.